# Kunst im Kreisverkehr

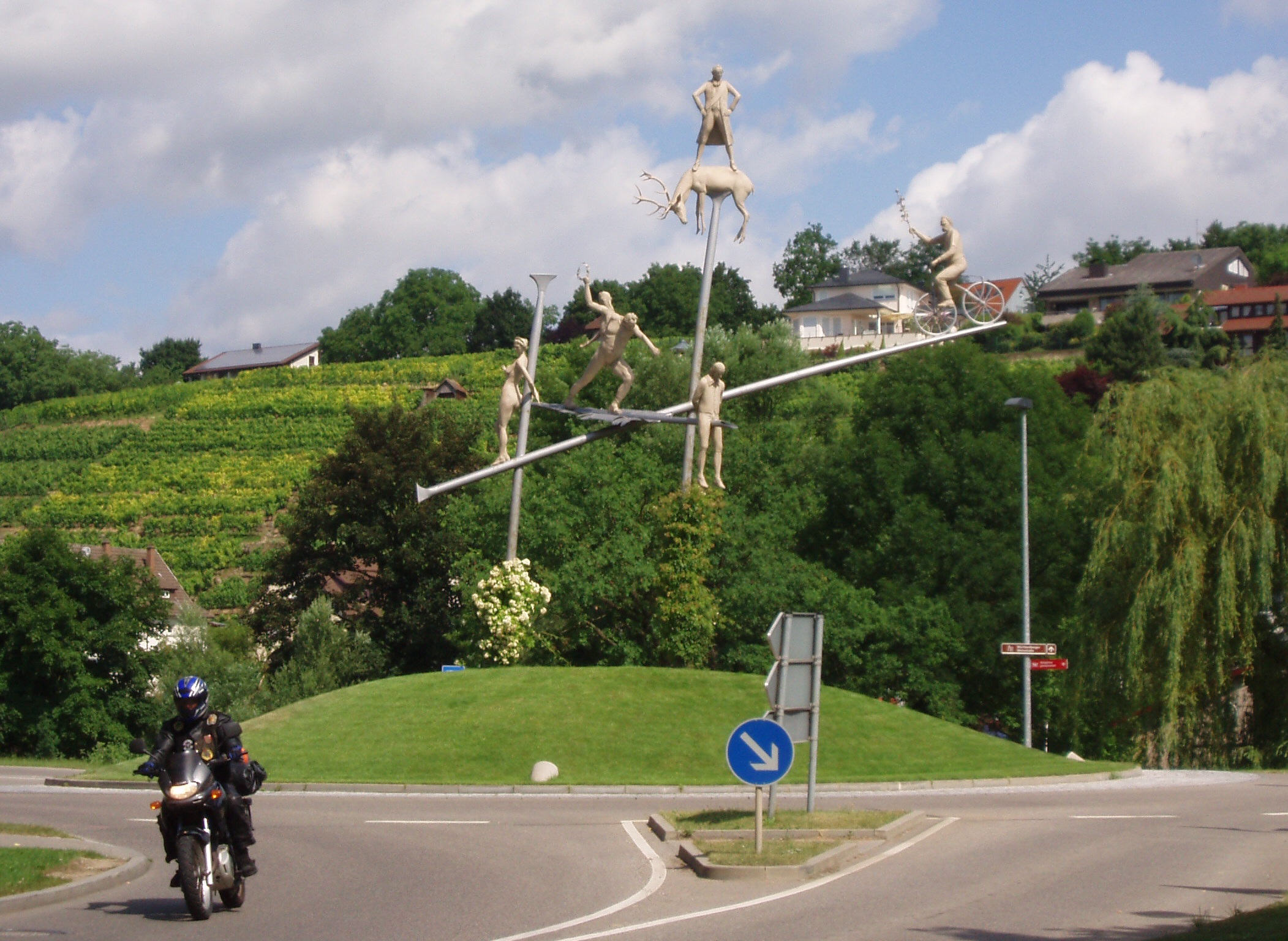
Hölderlin im Kreisverkehr, Kunstwerk von Peter Lenk in Lauffen am Neckar

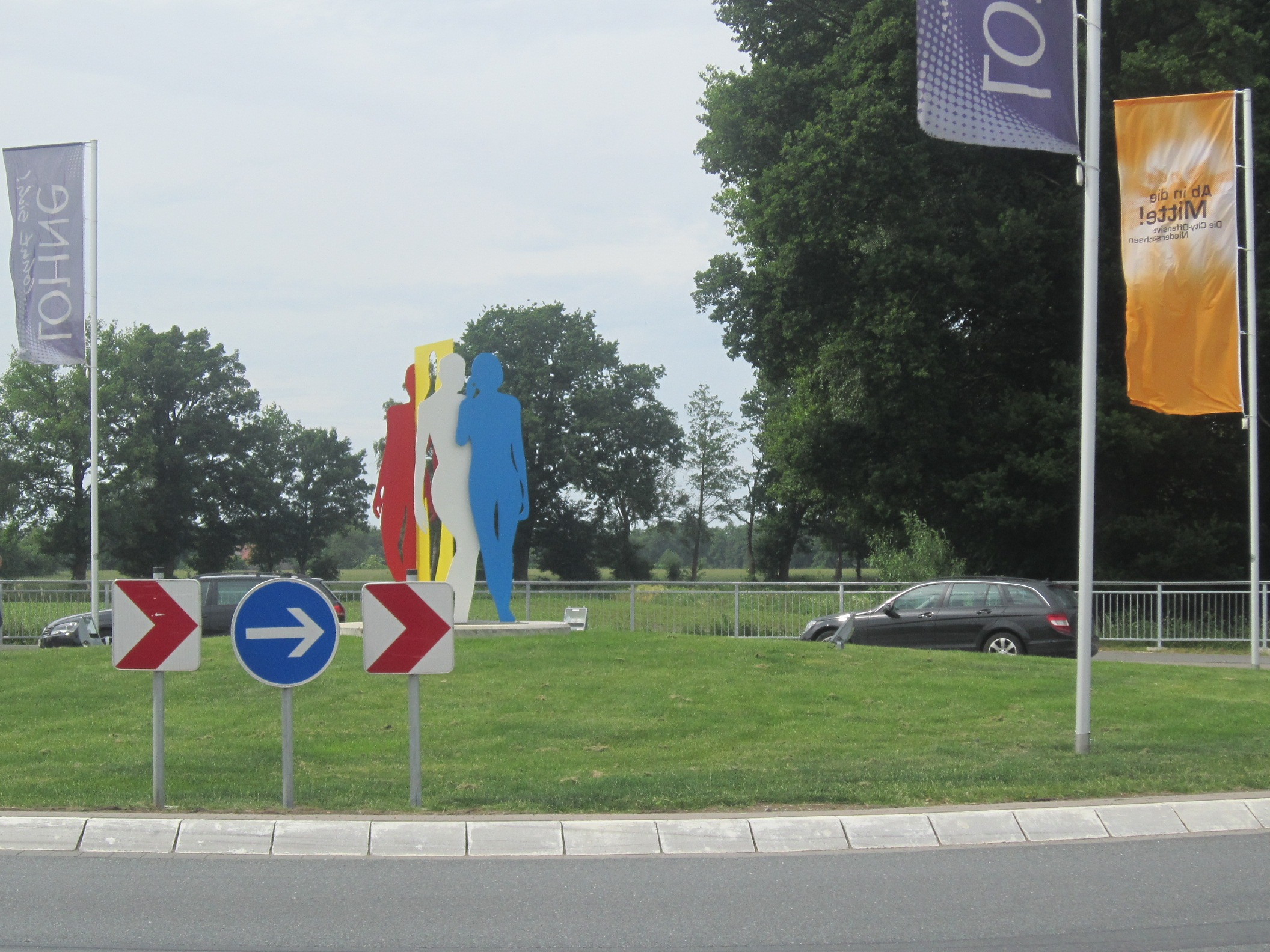
Stahlskulptur „Jede Menge Leute“ von Werner Berges in Lohne

Die Kunst im Kreisverkehr (auch Kreiselkunst) hat sich seit den 1990er Jahren als Genre der Kunst im öffentlichen Raum entwickelt und ist ein bedeutendes Anwendungsgebiet der Kunst am Bau im Verkehrsbauwesen. Bei Kreisverkehren mit nicht überfahrbarer Mittelinsel sind Kunstobjekte neben einer Bepflanzung eine häufige Gestaltungsvariante in diesem im Regelfall für Fußgänger nicht zugänglichen Bereich.
In der Schweiz hat die Kunst im Kreisverkehr eine längere Tradition. Die Kosten für Planung und Erstellung und den baulichen Unterhalt werden in der Schweiz im Regelfall von der Standortgemeinde übernommen. Nachdem in Deutschland und Österreich seit den 1990er Jahren viele Ampelkreuzungen durch Kreisverkehre ersetzt wurden, werden auch dort zunehmend die Mittelinseln künstlerisch gestaltet.

## Gesetzliche Grundlagen
Bei der künstlerischen Gestaltung des Kreisverkehrs darf die Verkehrssicherheit nicht beeinträchtigt werden. In Umsetzung einer EU-Richtlinie mit dem Ziel, die Zahl der Verkehrstoten zu reduzieren, werden auch Kunstwerke in Kreisverkehren überprüft.